# Домбрувка-Гожицька
Домбрувка-Гожицька (пол. Dąbrówka Gorzycka) — село в Польщі, у гміні Олесно Домбровського повіту Малопольського воєводства.
Населення — 228 осіб (2011).

## Географія
Селом тече річка Жабниця та Жиманка.

## Демографія
Демографічна структура станом на 31 березня 2011 року:
|          | Загалом | Допрацездатний вік | Працездатний вік | Постпрацездатний вік |
| -------- | ------- | ------------------ | ---------------- | -------------------- |
| Чоловіки | 111     | 22                 | 82               | 7                    |
| Жінки    | 117     | 21                 | 69               | 27                   |
| Разом    | 228     | 43                 | 151              | 34                   |